# Microsoft
Microsoft Corporation (NASDAQ: MSFT) é uma empresa transnacional de tecnologia dos Estados Unidos com sede em Redmond, Washington, que desenvolve, fabrica, licencia, apoia e vende softwares de computador, produtos eletrônicos, computadores e serviços pessoais. Entre seus produtos de software mais conhecidos estão as linhas de sistemas operacionais Windows, a rede social LinkedIn e Skype, a linha de aplicativos para escritório Office e o navegador Internet Explorer. Entre seus principais produtos de hardware estão os consoles de jogos eletrônicos Xbox, a série de tablets Surface e os Smartphones Microsoft Lumia, antiga Nokia. É a maior produtora de softwares do mundo por faturamento, e a  empresa mais valiosa do mundo, recentemente tendo superado a Apple com 3 trilhões em valor de mercado, sendo maior que o PIB do Brasil e equivalente ao PIB da França em 2023.
A Microsoft foi fundada por Bill Gates e Paul Allen em 4 de abril de 1975 para desenvolver e vender interpretadores BASIC para o Altair 8800. A empresa posteriormente iria dominar o mercado de sistemas operacionais de computadores pessoais com o MS-DOS, em meados da década de 1980, seguido pelo Microsoft Windows. A oferta pública inicial da empresa, em 1986, e o subsequente aumento no preço de suas ações, tornou bilionários e milionários cerca de um terço dos 12 mil funcionários da Microsoft. É considerada a terceira empresa startup de maior sucesso de todos os tempos em termos de capitalização de mercado, receita, crescimento e impacto cultural. Desde os anos 1990, tem diversificado cada vez mais o mercado de sistemas operacionais e tem feito uma série de aquisições de empresas. Em maio de 2011, a Microsoft adquiriu a Skype Technologies por 8,5 bilhões de dólares em sua maior aquisição até aquela data, em 2014 finalizou a compra da fabricante de celulares Nokia por 7,2 bilhões de dólares e no mesmo ano anunciou também a aquisição da Mojang Studios por 2,5 bilhões de dólares, em 2016 anunciou a aquisição do LinkedIn por 26,2 bilhões de dólares, em 2018 anunciou a compra da GitHub por 7,5 bilhões de dólares, em 2020 anunciou a compra da ZeniMax Media por 7,5 bilhões de dólares para fortalecer os estúdios da Xbox, em 2021 anunciou a compra da Nuance Communications por 19,7 bilhões de dólares e em 2022 anunciou a sua maior aquisição adquirindo a empresa de jogos eletrônicos Activision Blizzard por 68,7 bilhões de dólares (US$ 95 por ação) com previsão para finalização em 2023.
Em 2014, a Microsoft é dominante tanto em sistemas operacionais IBM PCs compatíveis quanto em programas para escritório (este último com o Office). A empresa também produz uma grande variedade de outros softwares para desktops e servidores e é ativa em áreas como pesquisa na internet (com o Bing), indústria de videogames (com os consoles Xbox), mercado de serviços digitais (através do MSN e Skype), de telefones celulares (através da Nokia e do Windows Phone), de redes sociais (através do LinkedIn e Skype), de hospedagem de códigos (através do Github) e de softwares de reconhecimento de fala (através da Nuance Communications). Em junho de 2012, a Microsoft entrou pela primeira vez no mercado de produção de computadores pessoais, com o lançamento do Surface, uma linha de computadores e tablets.

## História

### Fundação e primeiros anos

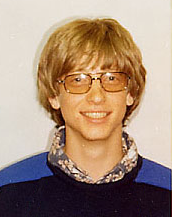
Bill Gates em 1977

A Microsoft foi fundada em 1975 por Bill Gates e Paul Allen. O primeiro produto desenvolvido pela empresa foi uma versão do interpretador BASIC, para o computador Altair 8800 da MITS. Em 1976 é lançado o Microsoft FORTRAN, para computadores baseados em CP/M.
Em 1980, a IBM planejava lançar seu computador pessoal com o sistema CP/M, mas as negociações com a Digital Research falham e a IBM procura a Microsoft para desenvolver o seu sistema operacional. Sem ter um sistema para entregar, a Microsoft acerta um contrato não exclusivo de licenciamento com a IBM e procura a Seattle Computers para comprar o seu sistema Q-DOS. Em 1982 a Microsoft começa a desenvolver aplicações para o Macintosh da Apple, lança o Microsoft COBOL e a planilha eletrônica Multiplan para MS-DOS. No ano seguinte anuncia o Microsoft Word e o Microsoft Windows. Em 1985 a Microsoft e a IBM assinam acordo para desenvolvimento conjunto de um futuro sistema operacional, no mesmo ano lança o Microsoft Windows 1.0 por 99 dólares. Em 1987 a Microsoft compra o programa de apresentações PowerPoint e lança a planilha eletrônica Excel. Em 1988 a Apple acusa a Microsoft de plágio sobre o seu Macintosh OS (contudo este se baseia no sistema gráfico do Xerox Alto) com o Windows 2.0, mas no ano seguinte formam uma aliança para desenvolver o padrão de fontes TrueType.

### Década de 1990
Em 1990 a Microsoft apresenta o Windows 3.0 para computadores pessoais e o OS/2, desenvolvido com a IBM, para estações de trabalho. Nos anos seguintes anuncia, em conjunto com outras empresas, os padrões Multimídia PC, Advanced Power Management e o Plug and Play. Em 1992 a Microsoft e a IBM encerram o acordo de cooperação e dividem o sistema desenvolvido. A IBM passa a desenvolver o OS/2 4.0 e a Microsoft anuncia o Windows NT 3.0, no mesmo ano lança o Microsoft Access para Windows.[carece de fontes?]
Em 1995 é lançado o Windows 95, um sistema operacional completo para computadores pessoais que elimina a necessidade do MS-DOS. No mesmo ano lança o Internet Explorer, parte do pacote Windows 95 Plus!, vendido separadamente. No ano seguinte lança o Windows NT 4.0, com o visual do Windows 95 e a segurança do Windows NT. Em 1994, antes do lançamento do Windows 95, a empresa já havia sido processada por pressionar fabricantes de equipamentos a lançar seu produto apenas para sua plataforma operacional. Por tal ato, a empresa foi multada em um milhão de dólares norte-americanos por dia até que cessasse as perseguições de que se referiram os pressionados.
Em 1997, a Microsoft anuncia a compra de 150 milhões de dólares em ações preferenciais, sem direito a voto da concorrente Apple, que estava sofrendo dificuldades financeiras. Essa compra foi necessária para manter sua principal concorrente funcionando, afastando acusações de monopólio e para ampliar seu mercado, com a disponibilização do Microsoft Office e Internet Explorer para computadores da Apple. No mesmo ano, a Microsoft compra a WebTV e no ano seguinte lança o Windows 98, incorporando o Internet Explorer, o que levou ao início de um processo de monopólio movido pelo governo dos Estados Unidos, processo que terminou em 2001 com a condenação da empresa. Em 1999 lança a segunda versão do Windows 98, chamada SE, uma forma de contornar o erro cometido com o IE, alegando que o SO não poderia funcionar sem o IE incorporado. Esta versão trouxe algumas melhorias e aprimoramentos, mas manteve-se o mesmo núcleo problemático e instável do Windows 95. Em 1998, a empresa envolveu-se numa disputa legal com o governo federal dos Estados Unidos a respeito do objetivo de criação e manutenção de um monopólio na área de software. Este processo terminou com o veredito de condenação da empresa, e a imposição de novas normas de conduta para o mercado de tecnologia. As evidências levantadas durante o julgamento contribuíram para aumentar junto ao público a percepção de que a empresa se utilizou de práticas anticompetitivas para alcançar a posição dominante que desfruta até hoje no mercado. Muitos dos processos foram movidos por consumidores de 69 estados americanos, e não apenas por empresas, que a acusaram de desrespeitar os direitos do consumidor. E após o pagamento de mais de 300 milhões de dólares em indenizações a empresa pôde continuar com seus negócios.[carece de fontes?]
Tradicionalmente, o movimento de software livre abriga os maiores críticos dos produtos Microsoft, em especial o Windows, considerado por muitos um produto instável e inseguro, e o crescimento de soluções livres como o sistema operacional GNU/Linux, que cresceu muito em número de usuários, o navegador Firefox, o servidor Apache e o conjunto de programas de escritório OpenOffice.org, sendo as maiores ameaças ao futuro dos negócios de empresa, juntando a Google e a Apple Inc., que têm crescido muito nos últimos anos.[carece de fontes?]

### Século XXI

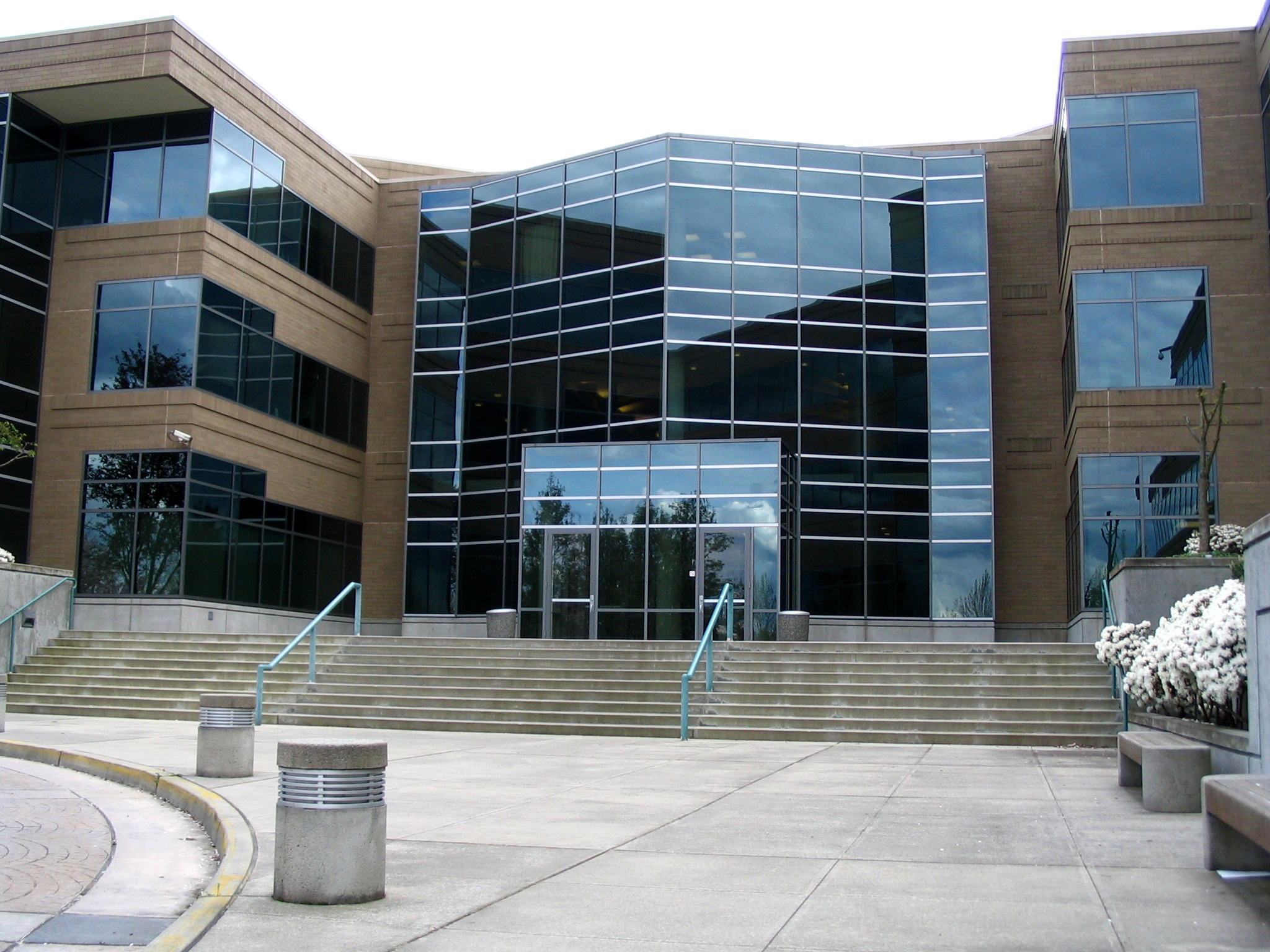
Entrada do edifício 17 no campus principal de Microsoft em Redmond, Washington

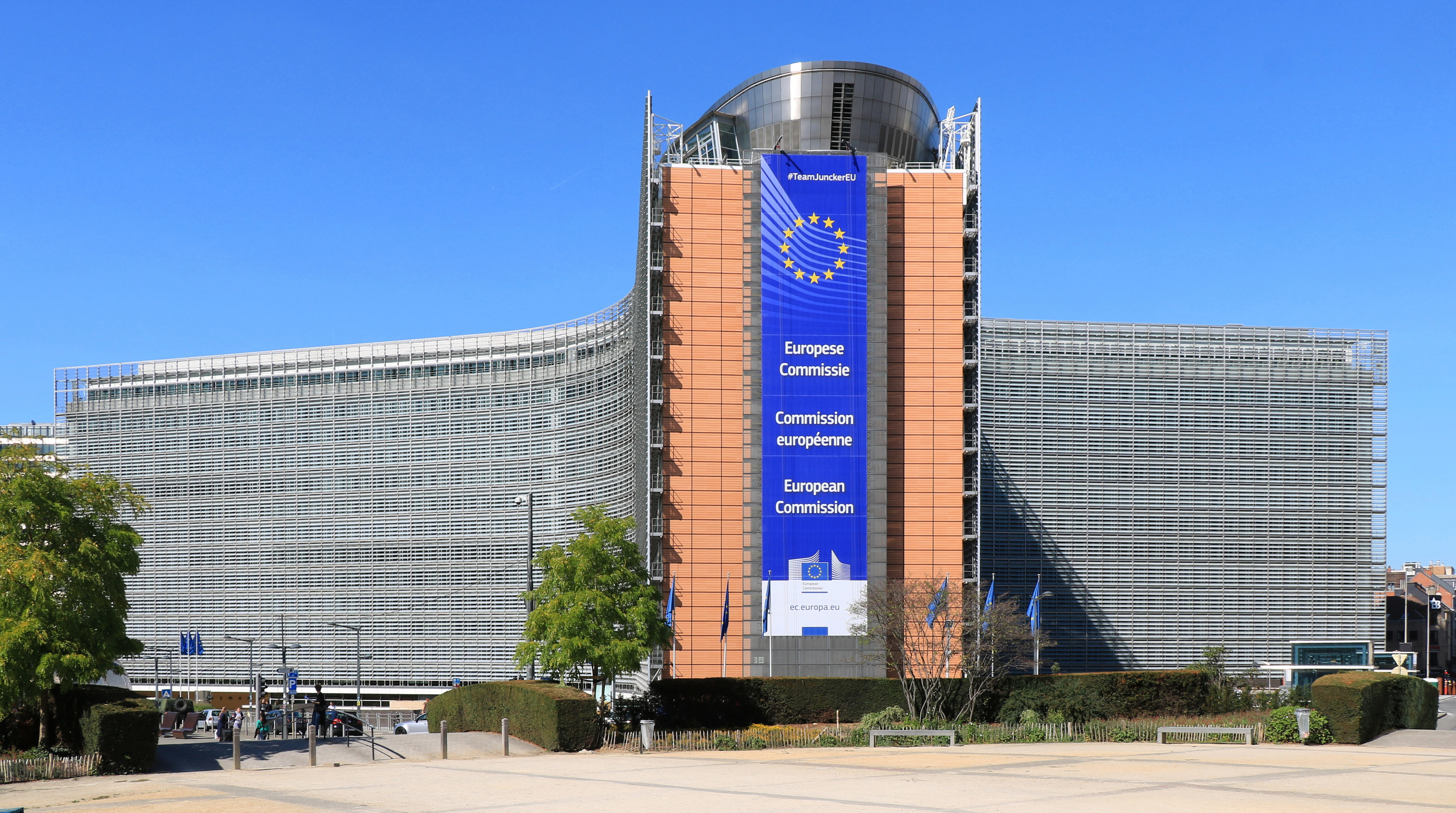
A Comissão Europeia, que aplicou multas à Microsoft em 2004, 2008 e 2013

Em fevereiro de 2000, lança o Windows 2000, uma melhoria do Windows NT com interface mais parecida com o Windows 98, mais segurança e mais robustez. Inicialmente voltado para a corporação, existiram várias versões como a Professional, Server, Advanced Server, Data Center Server, entre outras mais específicas como o Enterprise Server para sistemas de Grande Porte. Com a carência de uma atualização do ambiente doméstico, em meados de outubro deste mesmo ano, entrega ao público o Windows Me, uma versão mais aprimorada do Windows 98 com diversos recursos, mas que, devido aos muitos erros e bugs, foi praticamente ignorada pelo mercado. Curiosamente, em meados de 1999, a Microsoft estava desenvolvendo uma versão do Windows 2000 para usuários domésticos que se chamaria Home Edition. Mas este projeto ficou engavetado e somente dois anos depois foi apresentando para o público como Windows XP Home Edition.[carece de fontes?]
O Windows XP foi lançado em 2001 juntando as linhas de sistemas operacionais Windows 95/98/Me para computadores pessoais, com o Windows NT/2000 para estações de trabalho, e introduzindo uma nova interface gráfica. No mesmo ano lança a Xbox, a seu primeiro console de videogame que ia competir com o Sony PlayStation 2 e o Nintendo GameCube.
Em 2004, União Europeia multou a empresa em 357 milhões de dólares por descumprir uma determinação antitruste da Comissão Europeia. A determinação da comissão exigia que a empresa partilhasse a documentação completa de interfaces de forma a permitir assegurar a interoperabilidade entre servidores que utilizavam Windows e grupos de trabalho com outros sistemas que não fossem da Microsoft.
Em 30 de janeiro de 2007 lança oficialmente (com atraso), o Windows Vista com uma interface gráfica avançada, mais estável e com uma versão mais segura do Internet Explorer. Sendo mais lento e "pesado" para os computadores da época, o que o levou muito rápido do topo ao solo e gerou diversas insatisfações e críticas do público em geral.
Em 2007, é lançado o Office 2007 com nova interface, maior produtividade e segurança. Em 2008, a Microsoft realizou uma proposta para comprar a Yahoo! por 44,6 bilhões de dólares como parte da sua estratégia para tentar superar o Google, porém a Yahoo! rejeitou oficialmente a oferta, dizendo que esta subestima o valor da empresa no mercado. Devido ao fracasso do acordo de publicidade entre Google e Yahoo!, Jerry Yang, então CEO da Yahoo!, chegou afirmar que a "melhor decisão que a Microsoft podia tomar seria a de comprar a sua companhia" durante o evento WEB 2.0 Summit. Steve Ballmer, ex-CEO da Microsoft, desconsiderou a hipótese de voltar com a oferta.[carece de fontes?]

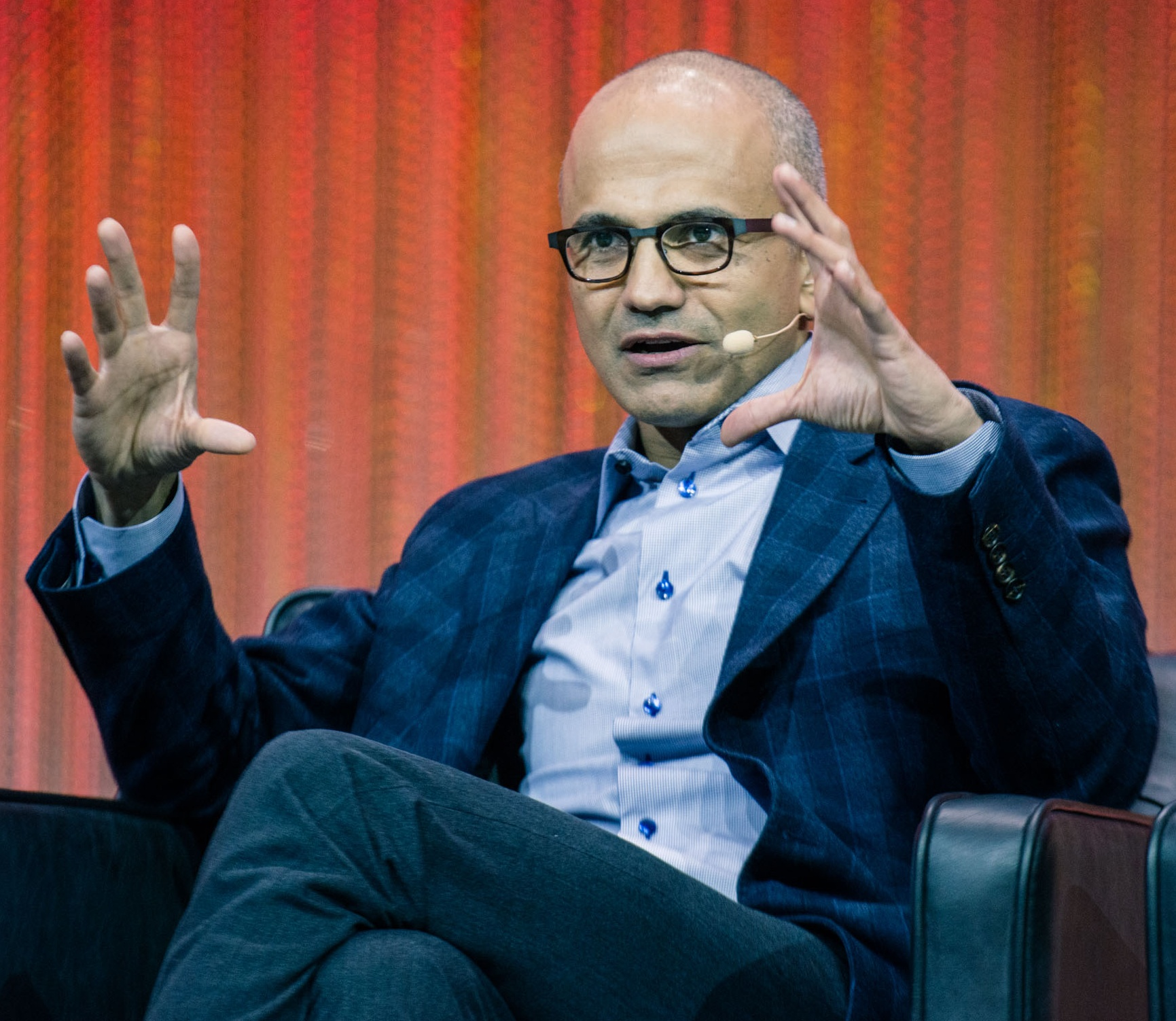
Satya Nadella, o CEO da empresa.

Mais tarde, no dia 10 de janeiro de 2009, é lançada a versão de testes do Windows 7 (Seven), a nova versão do sistema operacional para PC mais popular do mundo. As falhas e críticas que foram registadas no Windows Vista foram corrigidas, como alto consumo de memória e sobrecarga excessiva em processadores, além de falta de agilidade e segurança, haja vista que na nova versão os usuários não enfrentam mais tais problemas. A versão beta já disponibilizava de atualizações da própria Microsoft, além de fabricantes de hardware como nVidia, AMD, Intel, entre outras lançarem controladores compatíveis com a versão de teste do OS. No dia 22 de outubro de 2009, a Microsoft lançou o Microsoft Windows 7, sendo bem mais leve do que o seu antecessor, o Microsoft Windows Vista. A Microsoft introduziu no Windows 7 uma nova barra de tarefas (SuperTaskbar), com novas funções de compartilhamento doméstico (grupo doméstico), Interface AERO mais leve, menor consumo de memória RAM, nova Central de Ações, Windows Defender, mais segurança, controle de alertas do UAC, gravador de imagens ISO e novas ferramentas para janelas como (Aero Peek, Aero Shake).
No dia 26 de outubro de 2012, a Microsoft apresentou, e disponibilizou para vendas o Windows 8, a nova versão do seu sistema operacional. Com uma mudança drástica no visual, o SO adquire a interface metro, e acaba com o menu iniciar, surgido no Windows 95. É clara a intenção da Microsoft de inserir no mercado um SO dedicado mais a tablet's e smartphones. Em 20 de julho de 2012, a Microsoft publicou as primeiras perdas trimestrais da sua história de 492 milhões de dólares, entre abril e junho, tendo registado uma quebra de 27 por cento nos lucros anuais de 16.980 milhões de dólares.
Em setembro de 2013, foi anunciado na imprensa que a área de tele móveis da Nokia foi vendida para a Microsoft por 5,44 bilhões de euros. Em 4 de fevereiro de 2014, a Microsoft nomeou o indiano Satya Nadella como seu novo CEO, sucedendo Steve Ballmer.

Logo "Pac-Man" da Microsoft, projetado por Scoot Baker em 1987 e usado como slogan entre 1994 a 2002'"Where do you want to go today?".[29][30]
Logo da Microsoft de 2006 a 2011, com slogan "Your potential. Our passion."[30]
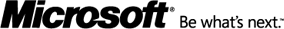
Logo da Microsoft com o slogan "Be What's Next."
Logo atual da Microsoft baseado na Interface Metro usado a partir do ano de 2012 até os dias atuais.

## Concorrência
Bill Gates era um estudante fascinado por computadores e se dedicava a estudar lógica e linguagens de programação. Desenvolveu um sistema operacional juntamente com seu amigo Paul Allen para o computador Altair baseado em Fortran, este foi o início do sucesso de Bill.
Steve Jobs também era fascinado por computadores, mas ao contrário de Bill, Steve se aprimorou na área de hardware, ou seja, no desenvolvimento de computadores. A sua ideia era criar computadores pessoais (PCs), pois até então somente as grandes corporações tinham acesso aos computadores.
Após várias tentativas fracassadas finalmente Steve ganha o reconhecimento de sua ideia, então surge a Apple Inc.. Com o passar do tempo, novos projetos são criados e comprados; com estas uniões surge o Macintosh, uma inovação para a época, um computador pessoal com sistema operacional totalmente gráfico e com inúmeras novidades, entre elas o mouse. Bill Gates, com o passar do tempo, percebe que o seu sistema desenvolvido em Fortran para o Altair era inútil para o novo conceito de PCs, então compra o sistema da Companhia Seattle e o denomina de DOS, este novo sistema fazia a comunicação entre usuário e máquina via linha de comando e era distribuído na nova linha de computadores da IBM. Mas ao saber da existência de um sistema gráfico no Macintosh, Bill determina a seus programadores que criem um sistema semelhante, então foi criado o Windows.[carece de fontes?]

## Produtos

Design da página inicial do Windows 11

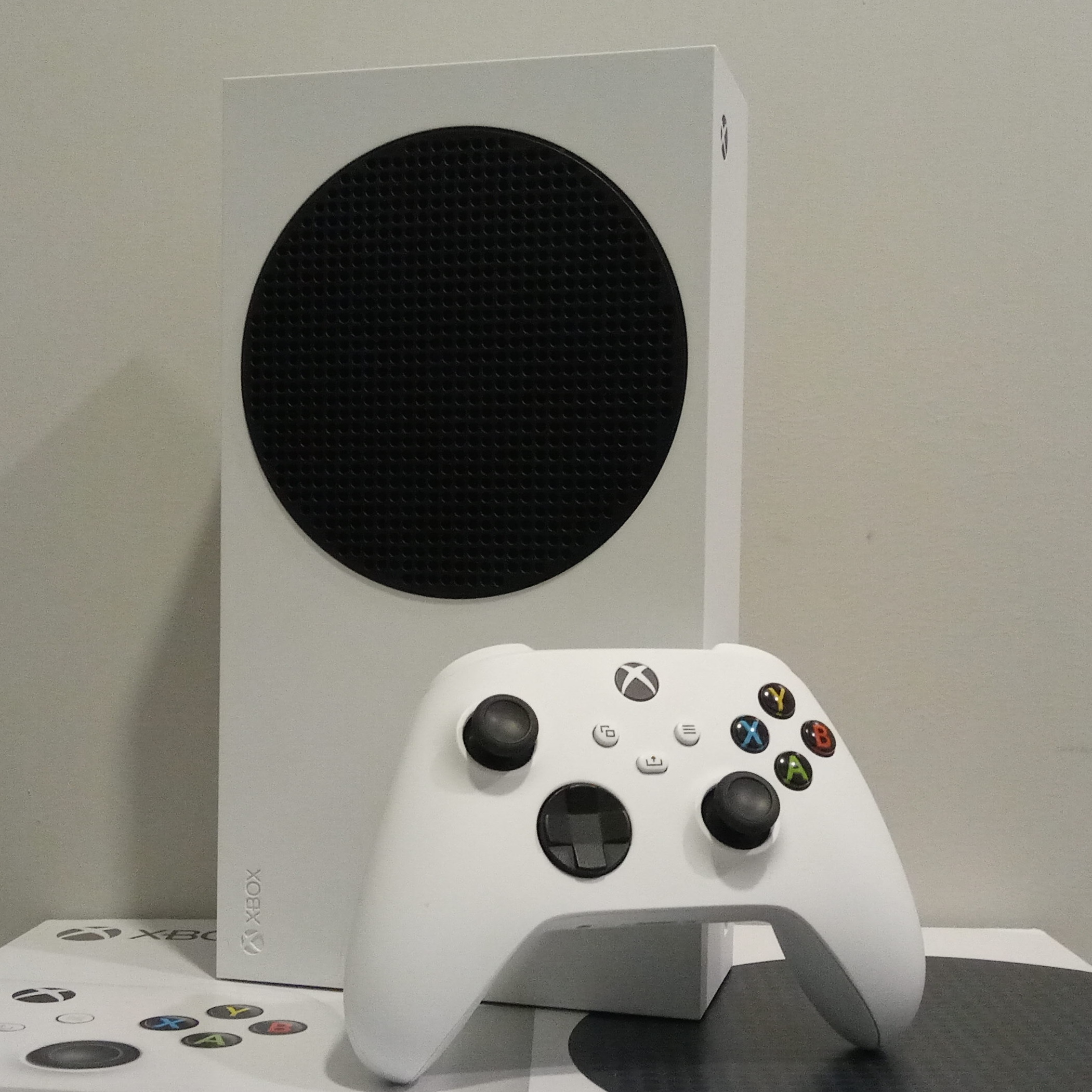
Xbox Series S

A Microsoft produz hoje uma grande variedade de programas de computador, incluindo sistemas operacionais — Microsoft Windows, na versão atual, o Windows 11, e outras versões anteriores, como o Windows Server 2008, Windows Vista, Server 2003, Microsoft Windows XP, Windows 7, Windows 8, Windows 10, Windows Mobile — atualmente o Windows 10 Mobile, entre outros). Também desenvolve programas para escritório (pacote Office que contém Word, Excel, Outlook, PowerPoint, InfoPath, Project, OneNote, Visio, Access, Publisher).[carece de fontes?]
Na área para desenvolvimento multimídia tanto para desktop como para internet, a suite Microsoft Expression Studio, atualmente na versão 4, na qual são produzidos aplicativos a serem utilizados com o plug-in Silverlight, ou em navegadores web como o Internet Explorer (substituído no Windows 10 pelo Microsoft Edge); ambientes de desenvolvimento de programas (Visual Studio, Web Matrix, Microsoft Plataform Builder e Microsoft Target Designer) e servidores como o SGBD SQL Server e o servidor de correio eletrônico Exchange, entre outros. A Microsoft também produz o navegador Internet Explorer e um conjunto de programas e serviços online (Windows Live), o conhecido Windows Live Messenger, o também conhecido Hotmail, o Onedrive, e o portal MSN, entre muitos outros serviços.[carece de fontes?]
Além de produzir programas, a Microsoft atua no mercado de equipamentos, produzindo periféricos (como Mouse, teclados e Joysticks), o console de jogos eletrônicos Xbox, logo depois sendo substituído pelo Xbox 360, o player de mídia Zune e o revolucionário Kinect. A empresa criou a partir de 2001, uma nova tecnologia chamada Microsoft .NET. Tal tecnologia é um framework para isolar os programas dos sistemas operacionais. No dia 10 de maio, adquire pelo valor de US$ 8,5 bilhões a Skype Technologies; ampliando assim sua participação no crescente e bilionário mercado on-line.[carece de fontes?]

### Microsoft Gaming

Sede da Xbox Game Studios em Redmond, Washington

A empresa tem um departamento dedicado ao desenvolvimento de jogos, a Microsoft Gaming, onde são feitos os jogos das séries Age of Empires, Candy Crush, Call of Duty, Crash Bandicoot, Diablo, Fable, Ori, Halo, State Of Decay, Forza Motorsport, Forza Horizon, Microsoft Flight Simulator, Minecraft, The Elder Scrolls, Fallout, DOOM entre outros.[carece de fontes?]

### Microsoft Mobile

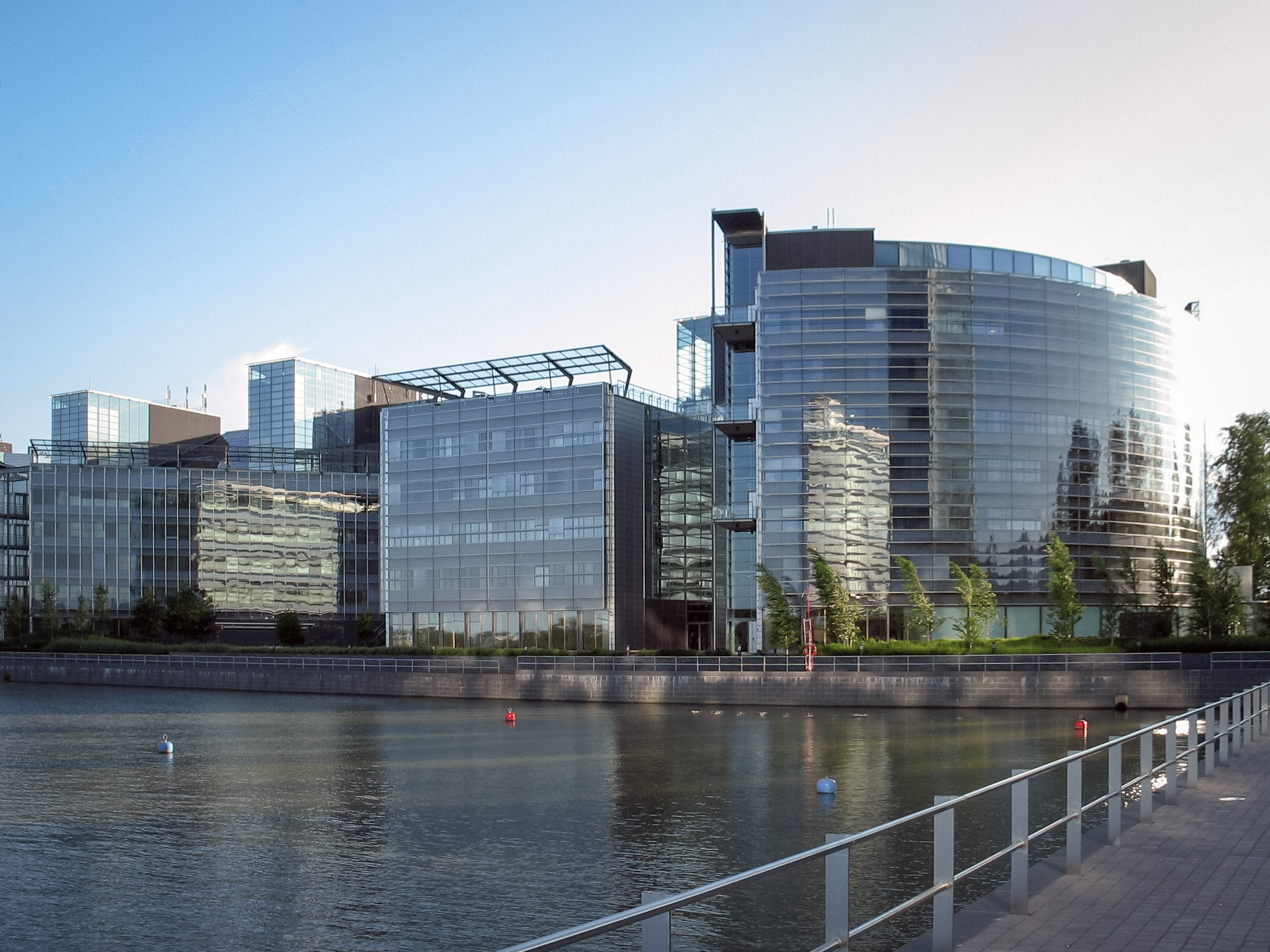
Sede da Microsoft Mobile em Espoo, Finlândia

A Microsoft comprou a divisão mobile da Nokia por cerca de US$ 7,2 bilhões (R$ 17 bilhões) e nomeou a divisão Microsoft Lumia.[carece de fontes?]

## Países lusófonos

### Portugal
Em 1990, a Microsoft abriu a sua subsidiária portuguesa, com apenas 2 pessoas inicialmente. A empresa tem apostado em desenvolver diversas atividades destinadas a promover a indústria de software portuguesa e a maior utilização e conhecimento dos produtos de software. Em 2014, a Microsoft Portugal contava com 289 colaboradores. A Microsoft foi considerada a "Melhor Empresa para Trabalhar em Portugal" pelo Great Place to Work® Institute Portugal em 2005, 2008, 2009 e 2010.
Em 1994, é lançada a versao 4.2 do Office (Word 6.0, Excel 5.0 e PowerPoint 4.0), a primeira versão localizada em português de Portugal. São ainda localizadas nesse mesmo ano o Windows 3.11 e o MS-DOS 6.22.
Em 2007, é eleita a melhor subsidiária da Microsoft Internacional e volta a ser eleita melhor empresa para se trabalhar em Portugal.